# Christian von Koenigsegg
Christian Erland Harald von Koenigsegg, född 2 juli 1972 i Stockholm, är en svensk entreprenör och grundare av biltillverkaren Koenigsegg.

## Biografi
Christian von Koenigsegg är son till Jesko von Koenigsegg, verkställande direktör i J K Energiteknik, och modisten Brita, född Aasa. Han växte upp i Stockholm och gick ett år på gymnasiet i Danderyd, innan han började på riksinternatet Lundsbergs skola, och studerade därefter ekonomi vid Skandinaviska skolan i Bryssel. Han är sedan 12 augusti 2000 gift med Halldóra Linda Tryggvadóttir.
Christian von Koenigsegg var sommarvärd i P1 2022.

### Entreprenör
När von Koenigsegg var fem år såg han filmen Flåklypa Grand Prix, som handlar om en cykelreparatör som bygger en egen tävlingsbil, och blev inspirerad till att bygga en egen bil. 22 år gammal lyckades han samla in 60 miljoner kronor från investerare som trodde på hans dröm om att bygga världens snabbaste bil och grundade 1994 Koenigsegg Automotive AB. Den första prototypen baserades på von Koenigseggs ursprungsritningar med justeringar och komplement från designern David Crafoord. Prototypen vidareutvecklades och testades under ett flertal år innan företagets bilmodell Koenigsegg CC 8S började att serietillverkas i Margretetorp norr om Ängelholm, 2002. Efter att ha uppnått en hastighet av 388 kilometer i timmen utsågs Koenigsegg CCR av Guinness rekordbok till världens snabbaste serieproducerade bil.
År 2009 var von Koenigsegg med och bildade företagskonsortiet Koenigsegg Group. Koenigsegg Group låg då i förhandlingar om köp av SAAB från General Motors. 24 november 2009 avbröts emellertid förhandlingarna från von Koenigseggs sida, då processen dragit ut för mycket på tiden och riskerna blivit för höga.

## von Koenigseggs heraldiska vapen
Christian von Koenigseggs släktlinje kan spåras tillbaka till Schwaben och är känd sedan 1171. Den nuvarande logotypen för Koenigsegg Automotive AB är baserad på von Koenigseggs heraldiska vapen.

## Privatliv
Christian von Koenigsegg gifte sig med Halldóra Tryggvadóttir 2000.  De har två söner. Sebastian von Koenigsegg arbetar på Koenigsegg Automotive AB som Creative Director & Design Lead.

## Koenigsegg Automotive AB
Christian von Koenigsegg grundade Koenigsegg Automotive AB 1994 i hopp om att producera en "världsklass-sportbil". Företaget finansierades till en början med pengar från Christians tidigare affärssatsningar. Han fick också låna cirka 1,5 miljoner kronor kronor från Nutek. Christians far blev sen en tidig investerare och finansierade verksamheten i över tre år. Halldora von Koenigsegg blev involverad 2000 som operativ chef.

## Innovationer
Christian von Koenigsegg har kommit med många innovationer och flera av dem är patenterade. För att nämna några: Triplex-bakfjädringen, det toppmonterade aktiva bakvingssystemet, det patenterade Koenigsegg synchro helix-dörrmanövreringssystemet, den patenterade raketkatalysatorn, det patenterade tryckavlastningssystemet för dubbelgaskompressor, den patenterade direktdrivna transmissionen, ett patenterat kompositproduktionssystem med ihålig kärna, ett patentsökt dielektriskt kylvätskesystem och flera patent för Freevalve – en innovation som använder elektronik och lufttryck för att aktivera insugs- och avgasventiler. Detta ger mycket hög precision och obegränsad tidstyrning, istället för den traditionella kamaxeln, vilket gör att motorerna kan bli mycket effektivare genom att minska vikten och storleken på motorerna, samtidigt som varje cylinder kan styras oberoende, vilket möjliggör en mer fullständig förbränning.

## Utmärkelser
- 2013: Årets Entreprenör från Ängelholm Näringsliv (maj 2014)[18]
- 2014: EY Entrepreneur Of The Year i Sydsverige (februari 2015)[19]
- 2022: Näringslivsmedaljen från Kungl. Patriotiska Sällskapet
- 2023: FIA President’s Innovation Award 2023[20]
- 2024: EY Entrepreneur of the Year in Sweden